# Золотий кубок КОНКАКАФ (U-20, дівчата)
Золотий кубок КОНКАКАФ (U-20, дівчата) (англ. CONCACAF Women's U-20 Championship, ісп. Campeonato Femenino Sub-20 de la Concacaf) — головний футбольний турнір серед дівочих футбольних збірних країн, що входять до зони КОНКАКАФ, футбольної конфедерації регіону Північної та Центральної Америки.
Турнір проводиться раз на два роки, перші дві збірні кваліфікуються на чемпіонат світу.

## Результати
| 2002 Деталі | Тринідад і Тобаго | Мексика та США переможці груп.[A] | Мексика та США переможці груп.[A] | Мексика та США переможці груп.[A] |            |                       |                   |
| 2004 Деталі | Канада            | Канада                            | 2 – 1 д.ч.                        | США                               | Коста-Рика | 4 – 3                 | Мексика           |
| 2006 Деталі | Мексика           | США                               | 3 – 2                             | Канада                            | Мексика    | 4 – 1                 | Ямайка            |
| 2008 Деталі | Мексика           | Канада                            | 1 – 0                             | США                               | Мексика    | 2 – 2 д.ч. (3–2 пен.) | Коста-Рика        |
| 2010 Деталі | Гватемала         | США                               | 1 – 0                             | Мексика                           | Коста-Рика | 1 – 0                 | Канада            |
| 2012 Деталі | Панама            | США                               | 2 – 1                             | Канада                            | Мексика    | 5 – 0                 | Панама            |
| 2014 Деталі | Кайманові Острови | США                               | 4 – 0                             | Мексика                           | Коста-Рика | 7 – 3 д.ч.            | Тринідад і Тобаго |
| 2015 Деталі | Гондурас          | США                               | 1 – 0                             | Канада                            | Мексика    | 2 – 0                 | Гондурас          |

A :Фіналу не було в 2002; переможці груп США та Мексика, як переможці груп кваліфікувались на чемпіонат світу.

## Досягнення збірних
| Збірна  | Чемпіон                         | 2 місце              |
| ------- | ------------------------------- | -------------------- |
| США     | 5 (2006,2010, 2012, 2014, 2015) | 2 (2004, 2008)       |
| Канада  | 2 (2004, 2008)                  | 3 (2006, 2012, 2015) |
| Мексика |                                 | 2 (2010, 2014)       |